# Dicranomyia (Zalusa) falklandica
Dicranomyia (Zalusa) falklandica is een tweevleugelige uit de familie steltmuggen (Limoniidae). De soort komt voor in het Neotropisch gebied.